# Kotschetno
Kotschetno (russisch Кочетно) ist ein Dorf (selo) in der Oblast Kursk in Russland. Es gehört zum Rajon Lgow und zur Landgemeinde (selskoje posselenije) Iwantschikowski selsowjet.

## Geographie
Der Ort liegt gut 56 km Luftlinie westlich des Oblastverwaltungszentrums Kursk im südwestlichen Teil der Mittelrussischen Platte, 10 km nordöstlich des Rajonverwaltungszentrums Lgow, 3 km vom Sitz des Dorfsowjet – Iwantschikowo, 59 km von der Grenze zwischen Russland und der Ukraine, am Torrente Kotschetna (Nebenfluss des Prutischtsche im Becken des Seim).

### Klima
Das Klima im Ort ist wie im Rest des Rajons kalt und gemäßigt. Es gibt während des Jahres eine erhebliche Niederschlagsmenge. Dfb lautet die Klassifikation des Klimas nach Köppen und Geiger.

## Bevölkerungsentwicklung
| Jahr | Einwohner |
| ---- | --------- |
| 2002 | 42        |
| 2010 | 13        |

Anmerkung: Volkszählungsdaten

## Verkehr
Kotschetno liegt 13 km von der Straße regionaler Bedeutung 38K-017 (Kursk – Lgow – Rylsk – Grenze zur Ukraine) als Teil der Europastraße E38, 7,5 km von der Straße 38K-023 (Lgow – Konyschowka), 12,5 km von der Straße interkommunaler Bedeutung 38N-362 (38K-017 – Nikolajewka – Schirkowo), 3 km von der Straße 38N-437 (38K-023 – Olschanka – Marmyschi – 38N-362), 3,5 km von der Straße 38N-435 (38N-437 – Poljatschkowo) und 9 km von der nächsten Eisenbahnhaltestelle Mariza (Eisenbahnstrecke Nawlja – Lgow-Kijewskij) entfernt.
Der Ort liegt 146 km vom internationalen Flughafen von Belgorod entfernt.